# Estrella Galicia
Estrella Galicia is een Spaans bier van lage gisting. Het bier wordt gebrouwen in brouwerij Hijos de Rivera te A Coruña. Estrella Galicia werd voor het eerst gebrouwen in het jaar 1906. José María Rivera Corral stichtte in dat jaar een kleine brouwerij in A Coruña. 
Het bier wordt geëxporteerd naar onder andere Groot-Brittannië, Duitsland, Zwitserland, Portugal, Brazilië, Mexico en de Verenigde Staten. Er wordt jaarlijks circa 1 miljoen hectoliter geproduceerd.

## Varianten[1]
- Estrella Galicia Especial, blonde lager met een alcoholpercentage van 5,5%
- Estrella Galicia Pilsen blonde pils met een alcoholpercentage van 4,7%
- Estrella Galicia 0,0, blond alcoholvrij bier met een alcoholpercentage van 0,04%
- Shandy Estrella Galicia, blond bier met citroen en met een alcoholpercentage van 0,9%
- Estrella Galicia Light, blond bier met een alcohopercentage van 2,5%
- Estrella de Navidad, kerstbier, goudblond bier mat een alcoholpercentage van 5,5%
- Estrella Galicia Selección, jaarlijks een ander bier:
  - Selección 2010: Estrella Galicia Xacobeo, goudblond bier met een alcoholpercentage van 5,5%
  - Selección 2011: Estrella Galicia Artesana, blond bier met een alcoholpercentage van 4,2%
  - Selección 2012: Estrella Galicia Selección, donkeramber bier met een alcoholpercentage van 8%
  - Selección 2013: Estrella Galicia Cerveza Negra, donkerbruine lager met een alcoholpercentage van 5,7%